# Bảng tổng sắp huy chương Thế vận hội Mùa đông 2018
Bảng tổng sắp huy chương Thế vận hội Mùa đông 2018 là danh sách các Ủy ban Olympic quốc gia được xếp hạng theo số huy chương giành được trong Thế vận hội Mùa đông 2018, hiện đang được tổ chức tại huyện Pyeongchang, Hàn Quốc, từ ngày 9–25 tháng 2 năm 2018.
Thế vận hội sẽ có 102 nội dung trong 15 môn thể thao, làm cho nó trở thành Thế vận hội Mùa đông đầu tiên vượt qua 100 bộ huy chương nội dung. Bốn phân môn mới trong môn thể thao tồn tại đã được giới thiệu trong chương trình Thế vận hội Mùa đông ở PyeongChang, bao gồm trượt ván trên tuyết không trung lớn, bi đá trên băng đôi nam nữ, trượt băng tốc độ xuất phát băng đồng, và trượt tuyết đổ đèo đồng đội hỗn hợp.
Hà Lan đạt được giải trong trượt băng tốc độ 3.000 mét nữ. Na Uy đạt được giải trong trượt tuyết băng đồng, trong nằm sấp 30 kilômét nam.

## Bảng huy chương
Bảng huy chương được dựa trên thông tin được cung cấp bởi Ủy ban Olympic Quốc tế (IOC) và phù hợp với quy ước của IOC trong các bảng huy chương được xuất bản của nó. Theo mặc định, bảng được sắp xếp theo số huy chương vàng mà các vận động viên từ một quốc gia đã thắng, nơi mà quốc gia là một thực thể được đại diện bởi Ủy ban Olympic Quốc gia (NOC). Số huy chương bạc được xem xét tiếp theo và sau đó là số huy chương đồng. Nếu vẫn còn có một ngang điểm sau đó, sau đó các quốc gia chia sẻ xếp hạng ngang điểm và được liệt kê bảng chữ cái theo mã NOC của họ.
| Hạng                | NOC                          | Vàng | Bạc | Đồng | Tổng số |
| ------------------- | ---------------------------- | ---- | --- | ---- | ------- |
| 1                   | Na Uy                        | 14   | 14  | 11   | 39      |
| 2                   | Đức                          | 14   | 10  | 7    | 31      |
| 3                   | Canada                       | 11   | 8   | 10   | 29      |
| 4                   | Hoa Kỳ                       | 9    | 8   | 6    | 23      |
| 5                   | Hà Lan                       | 8    | 6   | 6    | 20      |
| 6                   | Thụy Điển                    | 7    | 6   | 1    | 14      |
| 7                   | Hàn Quốc                     | 5    | 8   | 4    | 17      |
| 8                   | Thụy Sĩ                      | 5    | 6   | 4    | 15      |
| 9                   | Pháp                         | 5    | 4   | 6    | 15      |
| 10                  | Áo                           | 5    | 3   | 6    | 14      |
| 11                  | Nhật Bản                     | 4    | 5   | 4    | 13      |
| 12                  | Ý                            | 3    | 2   | 5    | 10      |
| 13                  | Vận động viên Olympic từ Nga | 2    | 6   | 9    | 17      |
| 14                  | Cộng hòa Séc                 | 2    | 2   | 3    | 7       |
| 15                  | Belarus                      | 2    | 1   | 0    | 3       |
| 16                  | Trung Quốc                   | 1    | 6   | 2    | 9       |
| 17                  | Slovakia                     | 1    | 2   | 0    | 3       |
| 18                  | Phần Lan                     | 1    | 1   | 4    | 6       |
| 19                  | Anh Quốc                     | 1    | 0   | 4    | 5       |
| 20                  | Ba Lan                       | 1    | 0   | 1    | 2       |
| 21                  | Ukraina                      | 1    | 0   | 0    | 1       |
| 21                  | Hungary                      | 1    | 0   | 0    | 1       |
| 23                  | Úc                           | 0    | 2   | 1    | 3       |
| 24                  | Slovenia                     | 0    | 1   | 1    | 2       |
| 25                  | Bỉ                           | 0    | 1   | 0    | 1       |
| 26                  | New Zealand                  | 0    | 0   | 2    | 2       |
| 26                  | Tây Ban Nha                  | 0    | 0   | 2    | 2       |
| 28                  | Latvia                       | 0    | 0   | 1    | 1       |
| 28                  | Kazakhstan                   | 0    | 0   | 1    | 1       |
| 28                  | Liechtenstein                | 0    | 0   | 1    | 1       |
| Tổng số (30 đơn vị) | Tổng số (30 đơn vị)          | 103  | 102 | 102  | 307     |

## Thay đổi trong bảng xếp hạng huy chương
| Ngày cầm quyền                                                                       | Môn thể thao/Nội dung      | Vận động viên (NOC)                                                                                   | 1 | 2 | 3  | Tổng số | Bình luận |
| ------------------------------------------------------------------------------------ | -------------------------- | --- | - | - | -- | ------- | --- |
| Danh sách các thay đổi chính thức trong bảng xếp hạng huy chương (trong đại hội này) |                            | |   |   |    |         | |
| 22 tháng 2 năm 2018                                                                  | Bi đá trên băng Đôi nam nữ | Alexander Krushelnitskiy (OAR) DSQ                                                                    |   |   | −1 | −1      | Vào ngày 18 tháng 2 năm 2018, có thông báo rằng vận động viên bi đá trên băng người Nga Alexander Krushelnitskiy đã thất bại trong một thử nghiệm doping cho meldonium. Sau khi xét nghiệm mẫu B, Tòa án trọng tài thể thao xác nhận rằng họ đang tiến hành các thủ tục tố tụng chính thức. Vào ngày 22 tháng 2 năm 2018, Krushelnitskiy và cộng sự Anastasia Bryzgalova đã bị tước huy chương đồng của họ trong đôi nam nữ. Các huy chương đồng sau đó đã được trao cho đội tuyển bi đá trên băng nam nữ Na Uy, người đã thua trận huy chương đồng cho Krushelnitskiy và Bryzgalova. |
| 22 tháng 2 năm 2018                                                                  | Bi đá trên băng Đôi nam nữ | Lỗi Lua trong Mô_đun:Country_alias tại dòng 277: Tham số 1 phải là (các) tên của (các) vận động viên. |   |   | +1 | +1      | Vào ngày 18 tháng 2 năm 2018, có thông báo rằng vận động viên bi đá trên băng người Nga Alexander Krushelnitskiy đã thất bại trong một thử nghiệm doping cho meldonium. Sau khi xét nghiệm mẫu B, Tòa án trọng tài thể thao xác nhận rằng họ đang tiến hành các thủ tục tố tụng chính thức. Vào ngày 22 tháng 2 năm 2018, Krushelnitskiy và cộng sự Anastasia Bryzgalova đã bị tước huy chương đồng của họ trong đôi nam nữ. Các huy chương đồng sau đó đã được trao cho đội tuyển bi đá trên băng nam nữ Na Uy, người đã thua trận huy chương đồng cho Krushelnitskiy và Bryzgalova. |